# Красная мельница (фильм)
«Красная мельница» (англ. The Red Mill) — американская мелодрама Роско Арбакла 1927 года с Мэрион Дэвис в главной роли.

## Сюжет
Бедная девушка Тина работает служанкой. А богатую, Грехтен, хотят насильно выдать замуж за губернатора. Но Грехтен любит другого. Чтобы помочь Грехтен увидеться со своим любимым, Тина меняется с ним одеждой. На руку Грехтен претендует также заезжий ловелас, узнав, что за ней дают миллионное приданое. Он влюбляется в Тину, думая, что это Грехтен.

## В ролях
- Мэрион Дэвис — Тина
- Оуэн Мур — Деннис
- Луиза Фазенда — Грехтен
- Джордж Сигман — Уильям
- Карл Дейн — капитан Якоб ван Гооп
- Расс Пауэлл — бургомистр
- Шнитц Эдвардс — Цезарь
- Вилльям Орламонд — губернатор